# Thất Hùng (phường)
Thất Hùng là một phường thuộc thị xã Kinh Môn, tỉnh Hải Dương, Việt Nam.

## Địa lý
Phường Thất Hùng có vị trí địa lý:
- Phía đông giáp xã Hoành Sơn
- Phía tây giáp xã Bạch Đằng
- Phía nam giáp xã Bạch Đằng và phường Phạm Thái
- Phía bắc giáp tỉnh Quảng Ninh.

Phường có diện tích 7,45 km², dân số năm 2018 là 6.814 người, mật độ dân số đạt 915 người/km².

## Lịch sử
Trước đây, Thất Hùng là một xã thuộc huyện Kinh Môn.
Ngày 11 tháng 9 năm 2019, Ủy ban Thường vụ Quốc hội ban hành Nghị quyết số 768/NQ-UBTVQH14 (nghị quyết có hiệu lực từ ngày 1 tháng 11 năm 2019). Theo đó, chuyển huyện Kinh Môn thành thị xã Kinh Môn và thành lập phường Thất Hùng trên cơ sở toàn bộ 7,45 km² diện tích tự nhiên và 6.814 người của xã Thất Hùng.

## Kinh tế
Thất Hùng nổi tiếng với các loại cây công nghiệp ăn quả theo tiêu chuẩn VietGAP như: cam, ổi,... Nơi đây có đất đai màu mỡ do được sông Kinh Thầy bao quanh và bồi đắp.
Phường Thất Hùng có một số doanh nghiệp đang hoạt động như: nhà máy gạch tuynel Bến Triều, công ty giấy Tuấn Tài, doanh nghiệp vận tải tư nhân Năm Thu,...
Phường được đánh giá là một trong những phường có kinh tế khá phát triển của thị xã Kinh Môn.
Phường có truyền thống học và tỉ lệ đỗ đại học rất cao.
Hiện nay, cầu Triều bắc qua sông Kinh Thầy sang thành phố Đông Triều, tỉnh Quảng Ninh trên địa bàn phường góp phần thúc đẩy giao lưu, hợp tác, phát triển kinh tế giữa Quảng Ninh với Hải Dương và cả khu vực,...